# Okrug Mačva
| Мачвански округ Mačvanski Okrug | Мачвански округ Mačvanski Okrug |
| Lage in Serbien                 | Lage in Serbien                 |
| ------------------------------- | ------------------------------- |
| Staat:                          | Serbien                         |
| Fläche:                         | 3.268 km²                       |
| Einwohner:                      | 339.644 (2002)                  |
| Hauptstadt:                     | Šabac                           |
| ISO 3166-2:                     | RS-08                           |

Mačva (serbisch Мачвански округ oder Mačvanski okrug) ist ein serbischer Verwaltungsbezirk und liegt im Nordwesten des serbischen Kernlands.
Er besteht aus den folgenden Gemeinden (opštine):
- Bogatić
- Šabac
- Loznica
- Vladimirci
- Koceljevo
- Mali Zvornik
- Krupanj
- Ljubovija

Dieser Bezirk hat laut der Volkszählung 2002 eine Einwohnerzahl von 339.644. Der Hauptverwaltungssitz ist die Stadt Šabac.
Größte Siedlungen (Stand: Volkszählung 2002)
| Ortsname            | kyrillisch          | Einwohner |
| ------------------- | ------------------- | --------- |
| Šabac               | Шабац               | 54.832    |
| Loznica             | Лозница             | 26.203    |
| Lozničko Polje      | Лозничко Поље       | 7.668     |
| Bogatić             | Богатић             | 7.346     |
| Klupci              | Клупци              | 7.177     |
| Majur               | Мајур               | 6.768     |
| Banja Koviljača     | Бања Ковиљача       | 6.274     |
| Pocerski Pričinović | Поцерски Причиновић | 5.991     |
| Badovinci           | Бадовинци           | 5.413     |
| Krupanj             | Крупањ              | 4.875     |
| Mali Zvornik        | Мали Зворник        | 4.740     |
| Lešnica             | Лешница             | 4.677     |
| Koceljeva           | Коцељева            | 4.614     |
| Prnjavor            | Прњавор             | 4.488     |
| Ljubovija           | Љубовија            | 4.116     |

In der Umgebung von Šabac befinden sich viele Monumente, die geschichtlichen Ereignissen des serbischen Volkes gewidmet sind:
- Monument von Karađorđe und anderer serbischen Helden des ersten serbischen Aufstands
- Museum der Schlacht bei Mišar
- Überreste alter Städte an der Save:
  1. Novo Selo (König Milutins Schloss)
  2. Košanin Grad (Burg auf dem nahegelegenen Gebirge)

Nicht weit von Loznica liegt das Dorf Tršić, der Geburtsort des serbischen Philologen und Schöpfers der modernen serbischen Schriftsprache, Vuk Stefanović Karadžić.
Von Tršić führt ein Fußweg zum Kloster Tronosa, eines der ältesten Bauwerke der Dynastie Nemanjić. Dieses Kloster aus dem 14. Jahrhundert spielte eine wichtige Rolle während des Osmanischen Reiches zur Erhaltung und Fortführung der serbischen Kultur, da seinerzeit viele historische Dokumente und Schriften im Kloster versteckt und im Laufe der Jahrhunderte immer wieder restauriert wurden.
Die wirtschaftliche Tätigkeit im Bezirk konzentriert sich auf die Chemiefabrik „Zorka“, die Fleischfabrik „Šapčanka“, die Möbelfabrik „Jela“ und die Metall- und Plastikfabrik „Metaloplastika“.

## Geschichte
Es gibt Nachweise, dass die Region Mačva schon seit der Steinzeit besiedelt ist. Während des Römischen Reiches befand sich dort die Provinz Moesia. Es wurden auch alte Schriften gefunden, in denen von einer Stadt Mačva die Rede ist, doch die Lage dieser Stadt ist bis heute noch unklar. Vermutet wird sie ein paar Kilometer südlich von Šabac.
Im Mittelalter gehörte die Region Mačva zu Serbien, Ungarn, Bulgarien und Byzanz. Hauptsächlich war sie zwischen Serbien und Ungarn umkämpft. Im 13. Jahrhundert war die Region Mačva Teil des Königreichs Ungarn unter Béla IV. Zwischen 1282 und 1316 war Mačva Bestandteil des Königreichs Syrmien unter dem serbischen König Stefan Dragutin mit der Hauptstadt Debrc (zwischen Belgrad und Šabac). Im 15. Jahrhundert geriet die Region unter die Vorherrschaft der Osmanen und blieb es auch bis ins 19. Jahrhundert hinein. 1804 wurde Mačva wieder serbisch.
Aus der Region stammt der Maler Milić Stanković, der als „Milić von Mačva“ bekannt ist.